# La Gomera

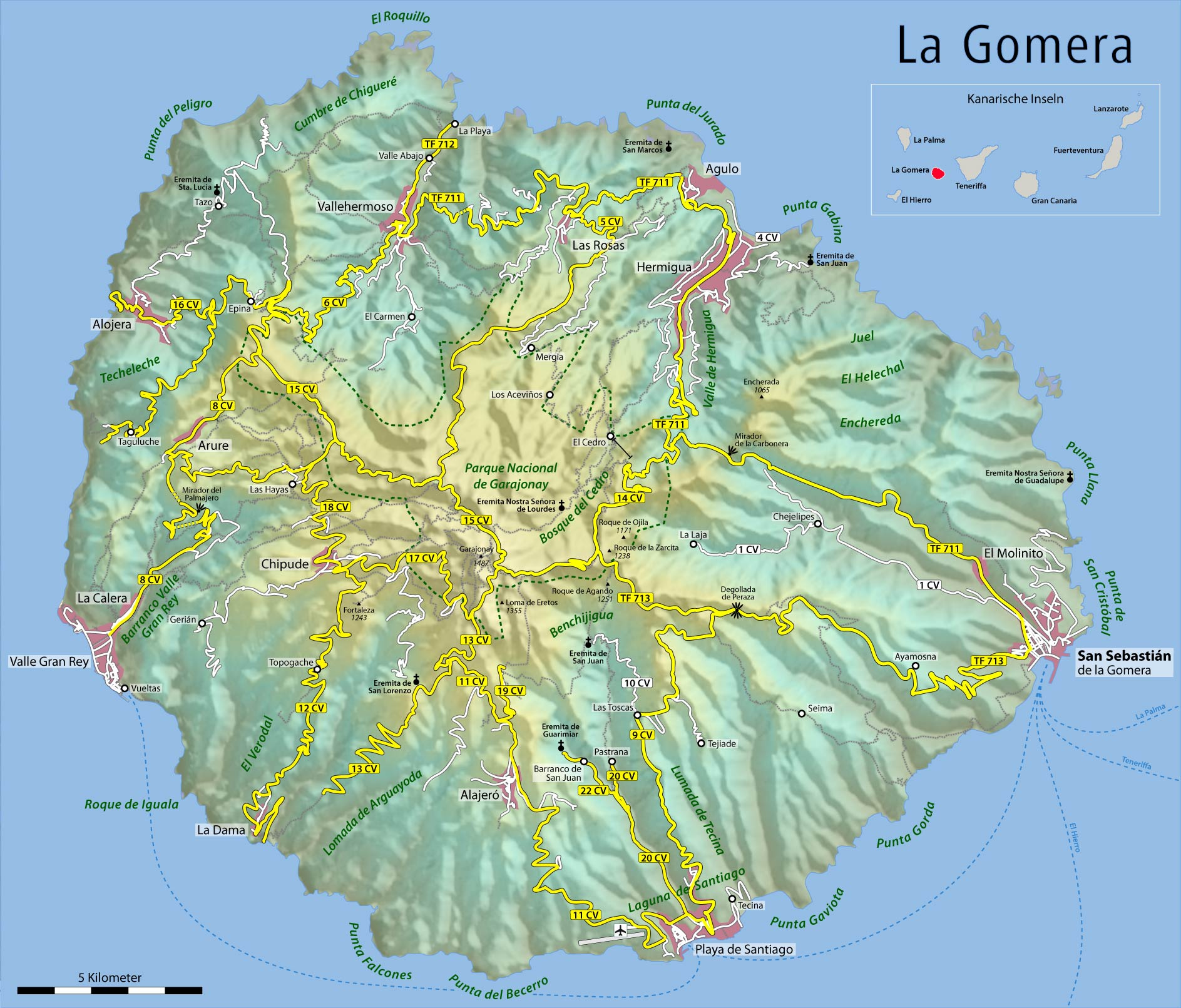

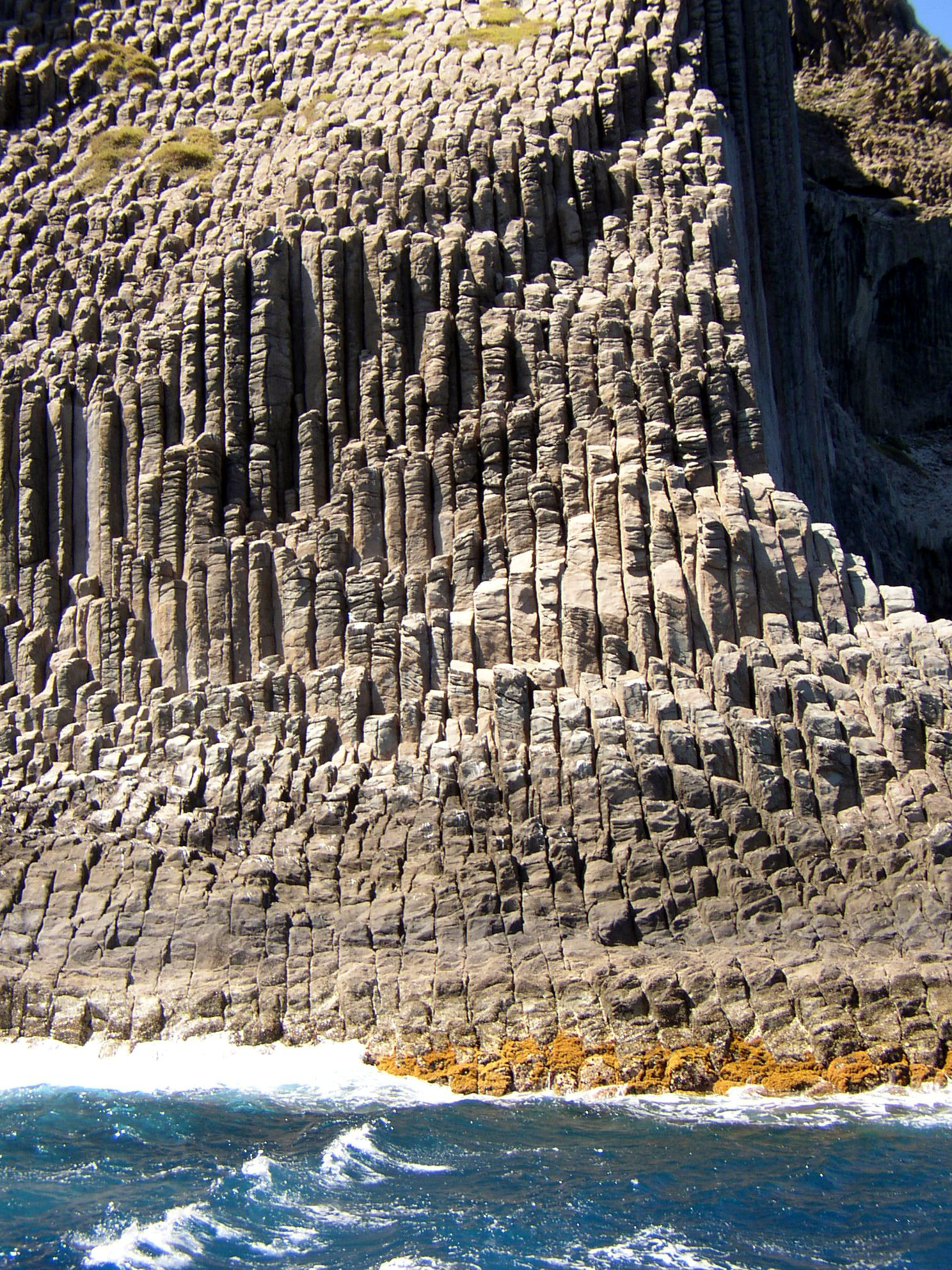
Monumentul natural Orga

La Gomera este una din cele șapte insule principale din Insulele Canare (Spania). Este situată în Oceanul Atlantic, în partea vestică a arhipelagului. Aparține provinciei Santa Cruz de Tenerife. Capitala este San Sebastian de la Gomera, unde se afla sediul Cabildo Insular (guvernul insulei).
La Gomera, la fel ca restul insulelor Canare, este o insulă vulcanică. Are o vechime de circa 12 milioane de ani; totuși, ultimele episoade vulcanice se pot considera cu adevărat trecute: ultimele erupții au avut loc acum două milioane de ani. Insula are o suprafață de 369,76 km². Punctul cel mai înalt,vârful Garajonay cu altitudinea de 1.487 m, aparține Parcului Național. Un exemplu al acestui spațiu natural protejat este Orga, în nordul insulei, formată din coloane de bazalt (v. fotografia alăturată). Pe insulă cresc peste 100.000 de curmali.
În anii 1950 insula avea în jur de 30 de mii de locuitori. În ianuarie 2007 populația insulei era de 22.259 locuitori (fără turiști). 
Insulele Canare (în ordinea formării, respectiv vȃrstei geologice) sunt următoarele: Fuerteventura, Lanzarote, Gran Canaria, Tenerife, La Gomera, La Palma, El Hierro.  

## Formarea Insulelor Canare
Formarea Insulelor Canare a avut loc în mai multe faze de erupții vulcanice submarine:

- în intervalul cuprins între 15-22 milioane de ani s-a format o mare insulă, care a dăinuit pănă la ultima glaciațiune. In urma topirii gheții, nivelul apelor marine a crescut, luȃnd naștere din prima insulă 2 insule separate (Fuerteventura și Lanzarote), despărțite de un canal lung de 10 km și adȃnc de 40 m. 

- acum 11-14,5 milioane de ani au luat naștere insulele vulcanice Gran Canaria, Tenerife și La Gomera. 

- în urmă cu 2 milioane de ani s-a format insula La Palma, apoi insula El Hierro (1,5 milioane ani).
Lanțul Insulelor Canare s-a format prin mișcarea lentă a plăcii tectonice africane peste un hotspot static (punct fierbinte), care a furnizat magmă din adȃncime prin crăpăturile scoarței spre suprafață.

### Clima din La Gomera
Clima de pe insula La Gomera este blândă și caldă, menținând o temperatură medie de 22 °C pe tot parcursul anului, ceea ce înseamnă că puteți vizita în orice anotimp.

## Municipii
Insula este împărțită în 6 municipii:
| - Agulo - Alajeró - Hermigua | - San Sebastián de la Gomera - Vallehermoso - Valle Gran Rey |

## El Silbo
O curiozitate deosebită o prezintă limba populației guanșe de pe insula La Gomera. În spaniolă această limbă se numește El Silbo (fluieratul), deoarece limba nu se rostește, ci se fluieră după un anumit sistem. Se folosește deoarece poate fi auzită la mari distanțe. În școlile de pe insula La Gomera această limbă specială chiar se predă, pentru păstrarea și cultivarea tradiției.

## Vezi și
- Insulele Canare
- La Gomera (film)